# Archidiocèse de San Cristóbal de La Havane
L'archidiocèse de San Cristóbal de La Havane (en latin : Archidioecesis Sancti Christophori de Habana ; en espagnol : Arquidiócesis de San Cristóbal de La Habana) est un archidiocèse métropolitain de l'Église catholique à Cuba.

## Territoire

Archidiocèse de La Havane
Suffragants

Il comprend les provinces de Mayabeque et d'Artemisa, la ville de la La Havane et l'île de la Jeunesse. Son territoire a une superficie de 7 542 km2 divisé en 86 paroisses. L'archevêché est à La Havane avec la cathédrale de l'Immaculée-Conception.
Dans la même ville se trouvent trois sanctuaires nationaux, déclarés comme tels par la Conférence des évêques catholiques de Cuba :
- le sanctuaire Jésus-le-Nazaréen-de-la-Délivrance d’Arroyo Arenas à La Lisa[3], désigné en 1955[4], fermé et dans un état de dégradation avancé[4] ;
- l’église Notre-Dame de Regla[5], désignée en 1987[6] ; et
- le sanctuaire Saint-Lazare d’El Rincón à Santiago de las Vegas[7].

Notons que l’église paroissiale Sainte-Barbe d’Arroyo Naranjo est souvent qualifiée aussi de « sanctuaire national », l’ayant été en 1955 par l’archevêque d’alors, Manuel Arteaga y Betancourt.

## Histoire
Le diocèse est érigé le 10 septembre 1787 par le pape Pie VI en prenant sur le territoire du diocèse de Santiago de Cuba. Il est nommé suffragant de l'archidiocèse de Saint-Domingue.
Le diocèse de San Cristóbal de La Havane perd une partie de son territoire le 25 avril 1793 pour créer le diocèse de la Louisiane et les deux Florides (aujourd'hui archidiocèse de La Nouvelle-Orléans).
Le 24 novembre 1803, par la bulle In universalis Ecclesiae regimine du pape Pie VII, il devient, avec le diocèse de Puerto Rico, suffragant du nouvel archidiocèse de Santiago de Cuba.
Il cède une portion de territoire le 20 février 1903 pour la création des diocèses de Pinar del Río et de Cienfuegos. Le 10 décembre 1912, il cède une nouvelle partie de son territoire pour l'érection du diocèse de Matanzas.
Par la constitution apostolique Inter praecipuas du 6 janvier 1925, le pape Pie XI élève le diocèse de San Cristóbal de La Havane au rang d’archidiocèse avec les diocèses de Pinar del Río et Cienfuegos comme suffragants.

## Évêques et archevêques
Évêques
- Felipe José de Tres-Palacios y Verdeja (1789-1799)
- Juan José Díaz de Espada et Fernández de Landa (1800-1832)
  - Sede vacante (1832-1846)
- Francisco Fleix y Soláus (1846-1864) nommé archevêque de Tarragone
- Jacinto Maria Martínez y Sáez, O.F.M.Cap (1865-1873)
- Apolinar Serrano y Díaz (1875-1876)
  - Sede vacante (1876-1879)
- Ramón Fernández Piérola y López de Luzuriaca (1879-1887) nommé évêque d'Ávila
- Manuel Santander y Frutos (1887-1899)
- Donato Raffaele Sbarretti Tazza (1900-1901) nommé délégué apostolique aux Philippines
- Pedro Ladislao González y Estrada (1903-1925)

Archevêques
- José Manuel Dámaso Ruiz y Rodríguez (1925-1940)
- Manuel Arteaga y Betancourt (1941-1963)
- Evelio Díaz y Cía (1963-1970)
- Francisco Ricardo Oves Fernández (1970-1981)
- Jaime Jaime Lucas Ortega Alamino (1981-2016)
- Juan de la Caridad García Rodríguez (2016-  )